# Bob Iles
Robert John Iles, detto Bob (Leicester, 2 settembre 1955), è un ex calciatore inglese, di ruolo portiere.

## Carriera
Tra il 1973 ed il 1975 gioca da professionista con il Bournemouth, nella terza divisione inglese, senza di fatto però mai scendere in campo in incontri di campionato con la maglia delle Cherries; nel successivo triennio gioca a livello semiprofessionistico con Poole Town e Weymouth, per poi nell'estate del 1978 venire tesserato dai londinesi del Chelsea, militanti in prima divisione; nella stagione 1978-1979, che i Blues terminano con una retrocessione, il portiere gioca in totale 7 partite, restando poi in porta per un ulteriore quadriennio ma in seconda divisione, categoria in cui tra il 1979 ed il 1983 gioca in totale 7 partite.
Nell'estate del 1983 viene ceduto a titolo definitivo al Wealdstone, club di Alliance Premier League (quinta divisione e più alto livello calcistico inglese al di fuori della Football League); nella stagione 1984-1985 le Stones vincono il campionato, non riuscendo comunque ad essere ammesse in quarta divisione, in quanto all'epoca non esisteva ancora un meccanismo di promozioni automatiche da e per i campionati della Football League. In questa stagione, inoltre, il club vince anche un FA Trophy. Iles continua poi a giocare al Wealdstone in quinta divisione fino al 1987, per poi scendere in Isthmian League (uno dei campionati che costituivano il sesto livello del calcio inglese) allo Yeovil Town, con cui vince il campionato (oltre ad una Isthmian Football League Cup) per poi militare per un'ulteriore stagione (la 1989-1990) in quinta divisione. Si ritira infine nel 1990, dopo una stagione trascorsa a livello semiprofessionistico con il Bashley, con cui vince la Southern Division della Southern Football League (settima divisione).

## Palmarès

### Club

#### Competizioni nazionali
- Alliance Premier League: 1

Wealdstone: 1984-1985
- FA Trophy: 1

Wealdstone: 1984-1985
- Isthmian League: 1

Yeovil Town: 1987-1988
- Isthmian Football League Cup: 1

Yeovil Town: 1987-1988

#### Competizioni regionali
- Southern Football League Southern Division: 1

Bashley: 1989-1990